# Tropidophora semilineata
Tropidophora semilineata foi uma espécie de gastrópodes da família Pomatiasidae.
Foi endémica da Mayotte.